# Де Ваал, Томас
Томас де Ваал (англ. Thomas de Waal; 7 декабря 1966, Ноттингем) — британский журналист, специалист по Кавказу, автор исследований по современному Кавказу.

## Биография
Окончил в 1988 году Баллиол-колледж в Оксфорде. Специалист по русскому и новогреческому языкам.
В 1991—1993 годах работал на BBC World Service продюсером. Затем в 1993—1997 годах работал в Москве корреспондентом и обозревателем The Times, The Moscow Times и The Economist. В 1998—2000 годах был аналитиком по бывшему Советскому Союзу в BBC World Service, затем в 2000—2001 годах — репортером в Армении и Азербайджане. Также работал над книгой «Чёрный сад» о карабахском конфликте.
В 2002—2008 годах работал редактором по Кавказу в Институте по освещению войны и мира (IWPR). Принимал участие в программах для кавказских журналистов. Редактор газеты «Панорама», издаваемой в Грузии и Абхазии. В 2009 году был научным сотрудником Conciliation Resources, занимался анализом и миротворческими проектами на Южном Кавказе. С 2010 года по 2015 работал старшим научным сотрудником по Кавказу Фонда Карнеги. В настоящее время он является старшим научным сотрудником Carnegie Europe, специализирующимся на Восточной Европе и Кавказском регионе.

## Публикации
В 1999 году совместно с Карлоттой Галл работал над книгой «Чечня: Бедствие на Кавказе».
В 2001 году написал предисловие к англоязычной книге Анны Политковской A Dirty War: A Russian reporter in Chechnya.
В 2003 году, по итогам работы в зоне карабахского конфликта, де Ваал опубликовал книгу «Чёрный сад».
В 2006 году МИД России отказало ему в выдаче визы для посещения России, где он должен был участвовать в презентации русской версии книги по Нагорному Карабаху, основываясь на положениях закона, гласящего, что «в выдаче визы может быть отказано по мотивам государственной безопасности». Де Ваал считает, что отказ в выдаче ему визы был местью за его критические репортажи о Второй чеченской войне.
В 2010 году написал вторую книгу «Знакомьтесь: Кавказ».
В 2015 году написал книгу «Великая катастрофа: армяне и турки в тени геноцида».
В своем пространном эссе The End of the Near Abroad (с англ. — «Конец ближнего зарубежья»), Томас де Ваал, среди прочего, высказал мнение, что вторжение России на Украину положило конец концепции ближнего зарубежья как сферы влияния России. В частности, Армения и Молдавия, по всей видимости, пытаются воспользоваться политической ситуацией, чтобы вырваться из-под контроля России, другие пытаются извлечь экономическую выгоду из увеличения объёмов торговли с Россией из-за экономических санкций Запада. Одним из показателей снижения влияния России в ближнем зарубежье является ухудшение положения русского языка: во многих странах наблюдается резкое снижение уровня владения русским языком, особенно среди молодого поколения. В то же время Томас де Ваал предполагает, что отход стран ближнего зарубежья от России не обязательно означает поворот к Западу: для государств Центральной Азии возможными альтернативами являются сближение с Китаем и Турцией.

## Критика
В 2009 году Томас Де Ваал опубликовал аналитический отчёт под заглавием «Карабахская ловушка: угрозы и дилеммы Нагорно-Карабахского конфликта». Одним из заключений отчёта было то, что нет «военного решения» конфликта — война будет катастрофой не только для Армении, Азербайджана и НКР, но и выйдет за пределы региона с далеко идущими экономическими и политическим последствиями. Министерство иностранных дел непризнанной НКР подвергло критике отчёт, увидев в работе «тактику запугивания» армянской стороны и призывы Азербайджан развязать новую большую войну на Южном Кавказе.
Президент армянской Академии политических исследовании, профессор Александр Манасян, в обзоре на «Чёрный Сад», писал, что Де Ваал «поддерживает точку зрения, которая совпадает с пропагандой из Баку».
Татул Акопян, независимый армянский аналитик и журналист, писал, что Де Ваал в книге «Чёрный Сад» цитировал Сержа Саркисяна о Ходжалинской резне вне контекста.
В 2021 году его подвергли критике в открытом письме, адресованном Carnegie Europe и подписанном четырнадцатью учеными, в том числе Генри Терио, Бедросом Дер-Матосяном, Элизой Семерджян и Марком А. Мамигоняном за его статью What Next After the U.S. Recognition of the Armenian Genocide?, заявив в ней, что он: неточностями и приуменьшениями способствует отрицанию геноцида армян.

## Семья Эфрусси
Через свою бабушку, Элизабет де Ваал (в девичестве Эфрусси), Том де Ваал относится к Эфрусси — зажиточному еврейскому роду банкиров и покровителей искусства до 2-й мировой войны в Европе, чье богатство зародилось в XIX веке в Одессе, Российская империя. Он произвел некоторые исследования на тему русских корней своей семьи, и помогал исследованию своей семейной истории своему брату Эдмунду де Ваалу, по результатам которого была опубликована книга «Заяц с янтарными глазами».